# O regresso da manada (Bruegel)
O regresso da manada (em neerlandês:  Terugkeer van de Kudde) é uma das pinturas a óleo sobre madeira componentes da série Os Meses pintada por Pieter Bruegel em 1565 e que se encontra actualmente no Museu de História da Arte em Viena. Está assinada "BRVEGEL MDLXV".
A série de pinturas os Meses é um ponto marcante na história da arte ocidental. Bruegel afastou-se da prática continuada dos artistas renascentistas, tanto do norte como do sul, de limitar a paisagem a um mero papel de apoio na pintura devocional cristã, e criou um novo Humanismo, ao mesmo tempo pastoral e vernáculo. Numa inovação extraordinária, cenas não ideais com camponeses a cultivar a terra, a cuidar dos seus rebanhos e a caçar surgem enquadrados numa paisagem dominante.

## História
A obra fez parte da série Meses de que subsistem cinco dos seis quadros iniciais pois se perdeu um deles, série encomendada pelo próspero comerciante e conhecedor de arte Niclaes Jonghelinck de Antuérpia. Em 1594, a série já na posse do Conselho desta cidade foi oferecida de presente a Ernesto, Arquiduque da Áustria, então governador dos Países Baixos em Bruxelas. Depois a obra viajou até Praga passando a integrar as vastas coleções de Rudolfo II. A obra permaneceu na coleção imperial austríaca tendo mais tarde sido integrada no Museu de História da Arte em Viena.

## Descrição e estilo

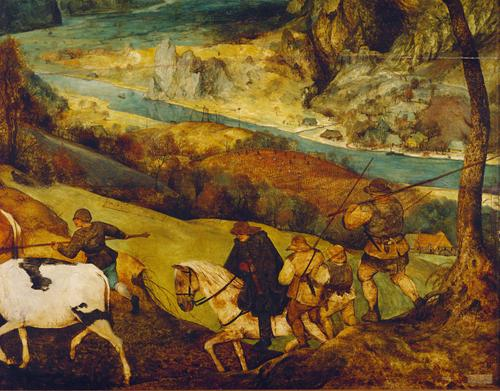
Detalhe

A pintura representa provavelmente os meses de outubro e novembro, com a jornada cansativa de homens e animais de regresso da pastagem para o estábulo que se vê em segundo plano. Como em outras obras do artista, a maior parte do quadro é preenchida por uma ampla paisagem, neste caso de outono, dominada pelo contraste entre as cores quentes da vegetação e as cores frias do céu que vai escurecendo do lado direito. A natureza e as mudanças geradas tanto pela sucessão das estações como pela actividade humana são cuidadosamente descritas. Em segundo plano, por exemplo, vê-se uma vinha vindimada e uma rede para caça de pássaros, sinais da presença humana.
O regresso das pastagens de uma manada ou de um rebanho como tema do outono é invulgar nos Países Baixos e pode ter resultado das impressões obtidas por Bruegel na sua passagem pela Suíça.
O retorno dos rebanhos não tem origem no calendário flamengo. Talvez Brueghel combine aqui a sua experiência de paisagens alpinas, com a intenção, convincente do ponto de vista da composição, de pintar uma paisagem montanhosa no outono. Na verdade, ele remete para segundo plano as colheitas tradicionais, dando-lhes pouco espaço. A tempestade que se aproxima obtém muito do seu efeito nas montanhas que se levantam à sua frente. A manada de vacas que se dirigem para a aldeia constitui uma das suas criações mais livres. Se fosse necessário decidir qual o último quadro da série de Os Meses a ser executado, ou pelo menos com uma mão mais rápida e mais experiente, poderíamos afirmar ser esta paisagem do final do outono.